# Drosera anglica
Espèce
Synonymes
Drosera longifolia L.
Répartition géographique
Classification phylogénétique
Drosera anglica est une espèce de plantes carnivores du genre Drosera et de la famille des Droseraceae

## Description
Drosera anglica est une plante herbacée, vivace, terrestre qui peut survivre à des hivers rigoureux en créant à l'automne un hibernacle, qui lui permettra de résister aux températures inférieures à 0 °C. Les feuilles sont linéaires, érigées, allongées, spatulées, disposées en rosette. Elles mesurent jusqu'à 10 cm de long et prennent une légère teinte rouge grâce au soleil.
Les fleurs, quant à elles, sont assez petites. La floraison a lieu au cours de l'été, entre juillet-août. L'inflorescence est un épi érigé qui se déroule au fur et à mesure de la floraison. Les petites fleurs sont blanches, constituées de cinq pétales, situées en hauteur à l'abri des pièges. Elles donneront naissances à des minuscules capsules contenant des fines graines fusiformes.

## Origine
Malgré ce que pourrait faire penser le nom scientifique, l'espèce ne vit pas qu'en Angleterre. On la trouve dans une grande partie de l'Europe et de l'Asie tempérée ainsi qu'en Amérique du Nord.
Aussi connue sous le nom scientifique synonyme de Drosera longifolia, Drosera anglica est aujourd'hui dans nos tourbières une plante extrêmement rare et peu commune qu'il est important de protéger. Il est possible de l'observer à certains endroits localisés mais elle se trouve le plus souvent en petite quantité. Drosera anglica apprécie les tourbières à sphaignes et les prairies acides humides. On peut l'observer en compagnie d'autres espèces de Drosera, notamment Drosera rotundifolia et Drosera intermedia.
Il existe aussi un hybride naturel entre Drosera anglica et Drosera rotundifolia, appelé Drosera × obovata. Il se caractérise par des pièges beaucoup plus larges que Drosera anglica.

## Culture
Drosera anglica affectionne les tourbières à sphaignes, il n'est pas rare de la voir croître dans un sol immergé d'eau. Elle demande une exposition très ensoleillée comme la plupart des Drosera, et ne nécessite guère d'entretien. Il suffit juste de surveiller les hibernacles durant la mauvaise saison, qui ont tendance à pourrir par excès d'humidité.
Drosera anglica est une plante fragile dans son milieu naturel dont elle demande une attention particulière. C'est également une plante protégée, comme tous les Drosera qui poussent en France. Cependant de nombreux programmes et excursions randonneuses permettent de faire découvrir ces plantes issues d'un écosystème fragile au grand public, et ainsi prévoir la protection et l'assurance d'un repeuplement de Drosera anglica en milieu naturel.

## Hybrides
Drosera anglica a été croisée avec quelques espèces de Drosera, que ce soit par l'homme (origine horticole) ou en milieu naturel :
- Drosera anglica × Drosera spatulata = Drosera × nagamotoi Cheek
- Drosera anglica × Drosera rotundifolia = Drosera × obovata Mert. & W.D.J.Koch
- Drosera anglica × Drosera linearis  = Drosera × linglica Kusak. ex R.Gauthier & Gervais
- Drosera anglica × Drosera capillaris = Drosera 'Anpill'
- Drosera anglica × Drosera filiformis = Drosera 'Anfil'
- Drosera anglica × Drosera intermedia = Drosera 'Anterm'

Cependant, les hybrides sont des plantes stériles, c'est-à-dire que ces plantes ne produisent pas de graines après la fructification.
Dans ce cas on peut multiplier la plante uniquement en procédant par bouture de feuilles dans du sphagnum vivant.

## Galerie

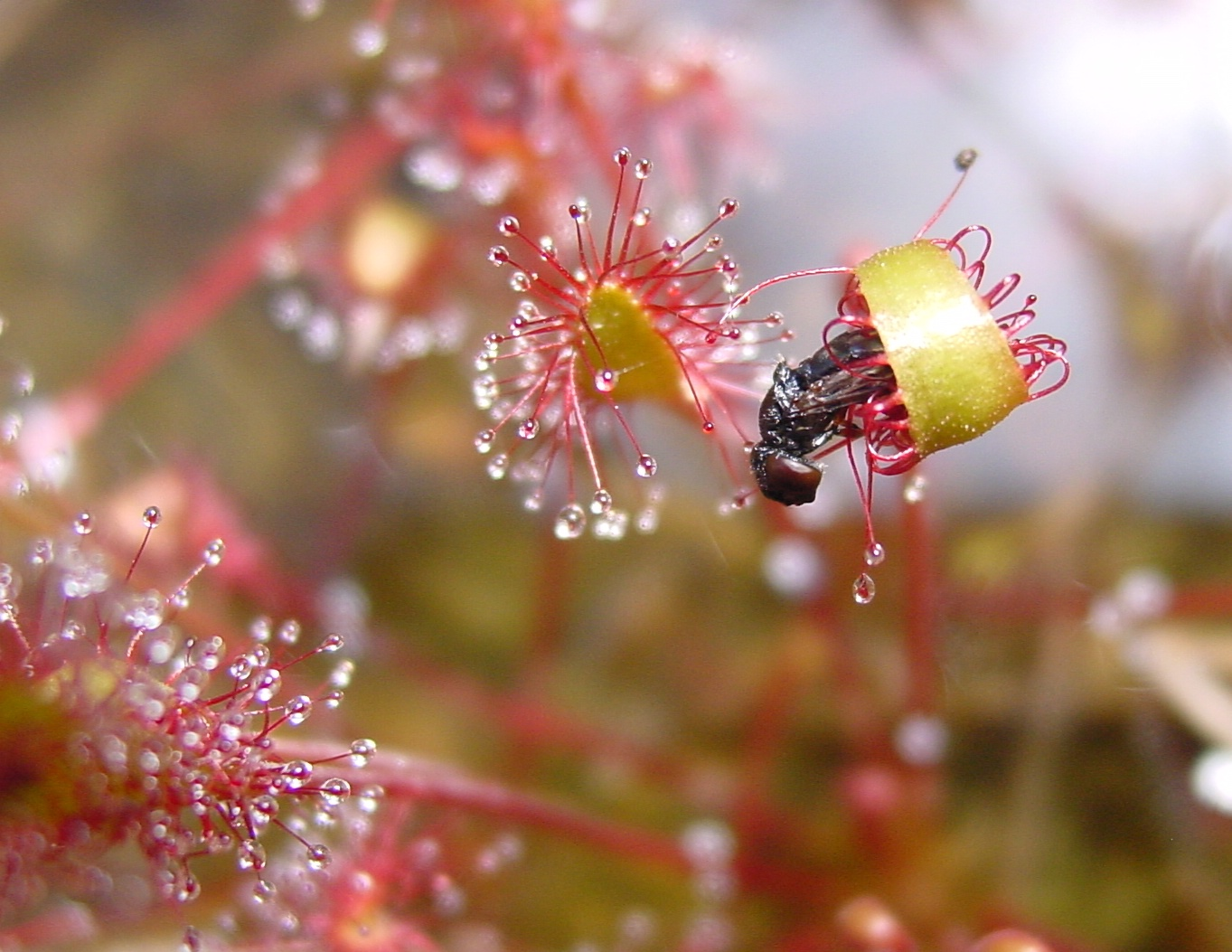
Capture d'un piège
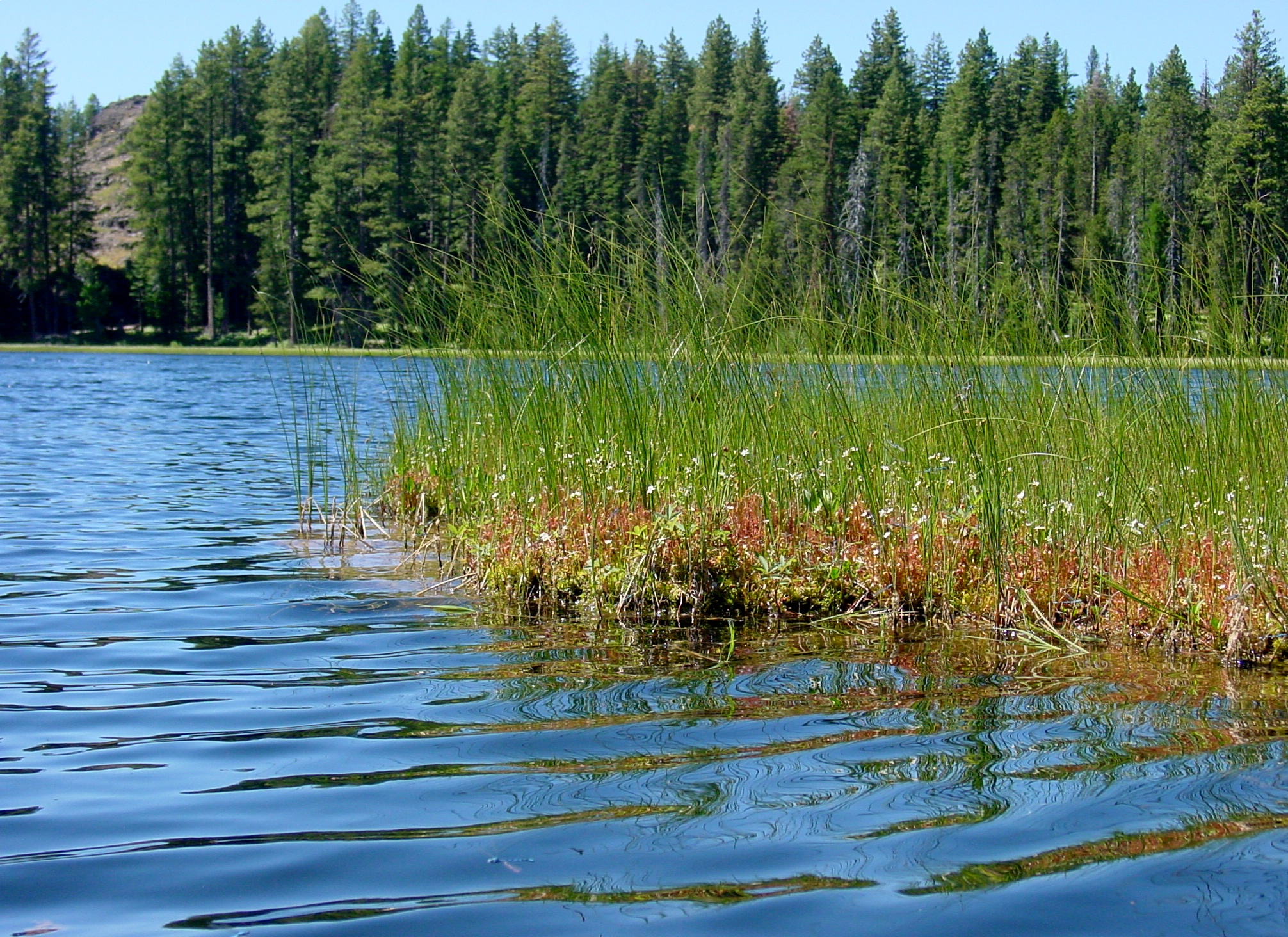
Habitat de Drosera anglica dans l'Oregon
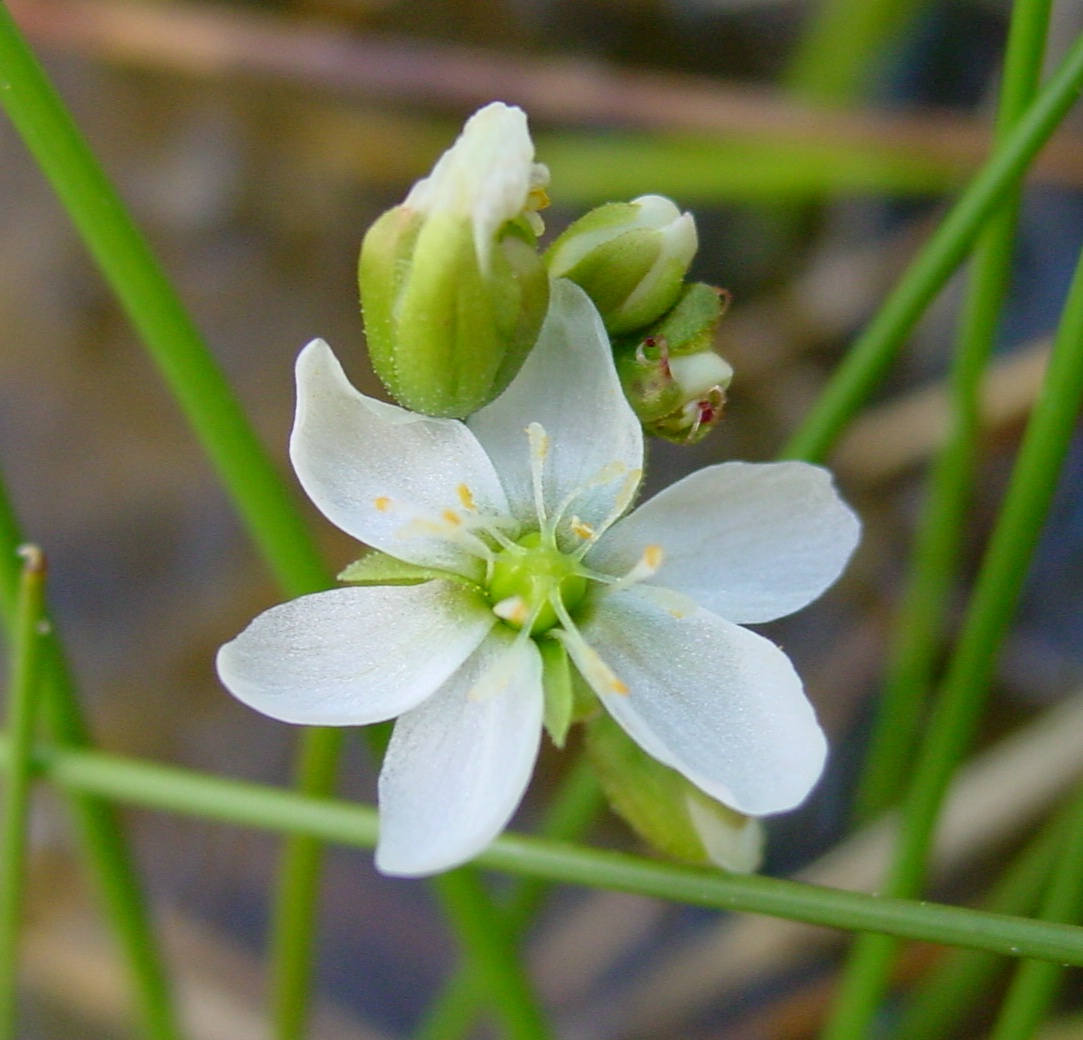
La fleur
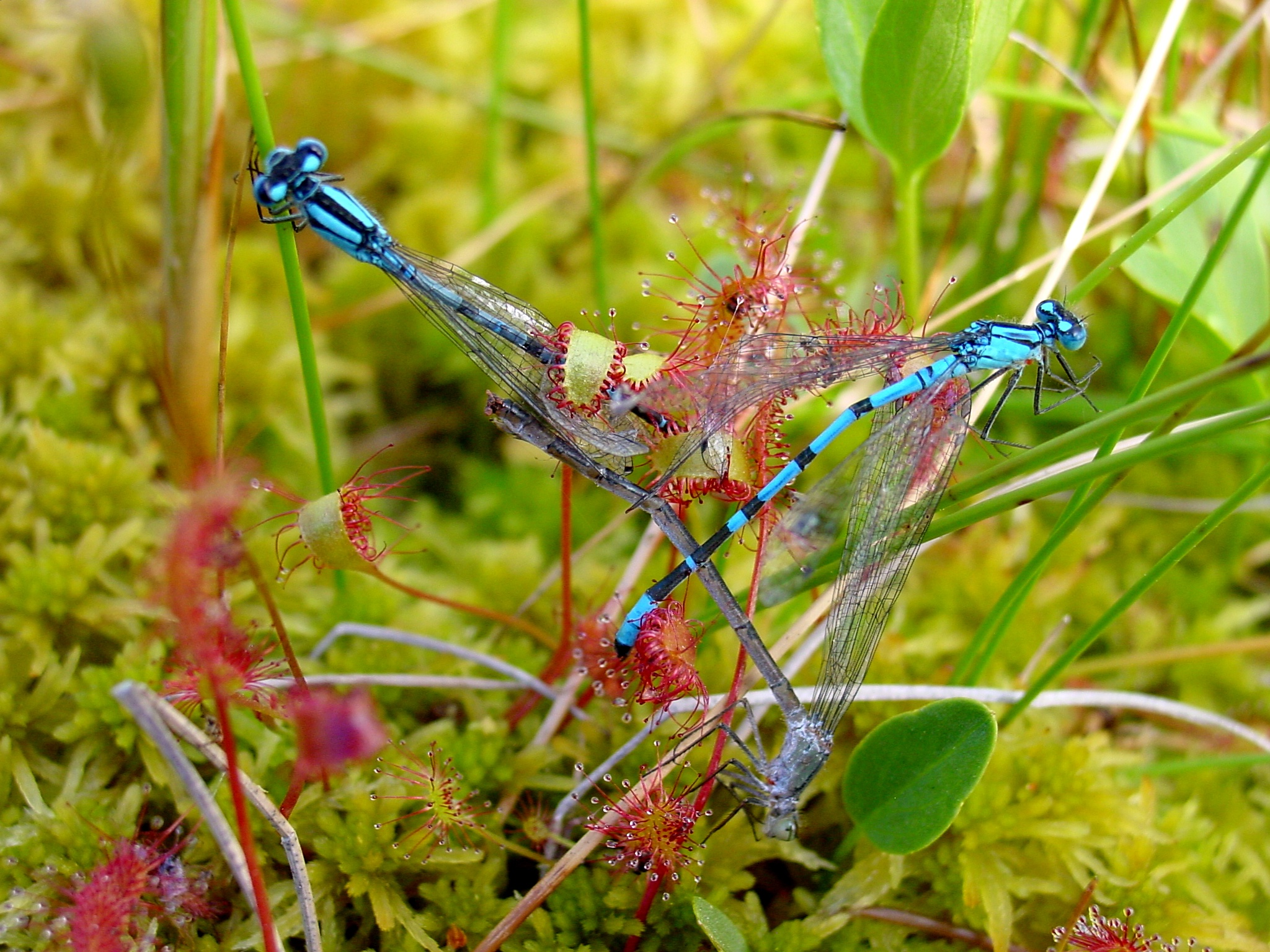
Trois proies capturées
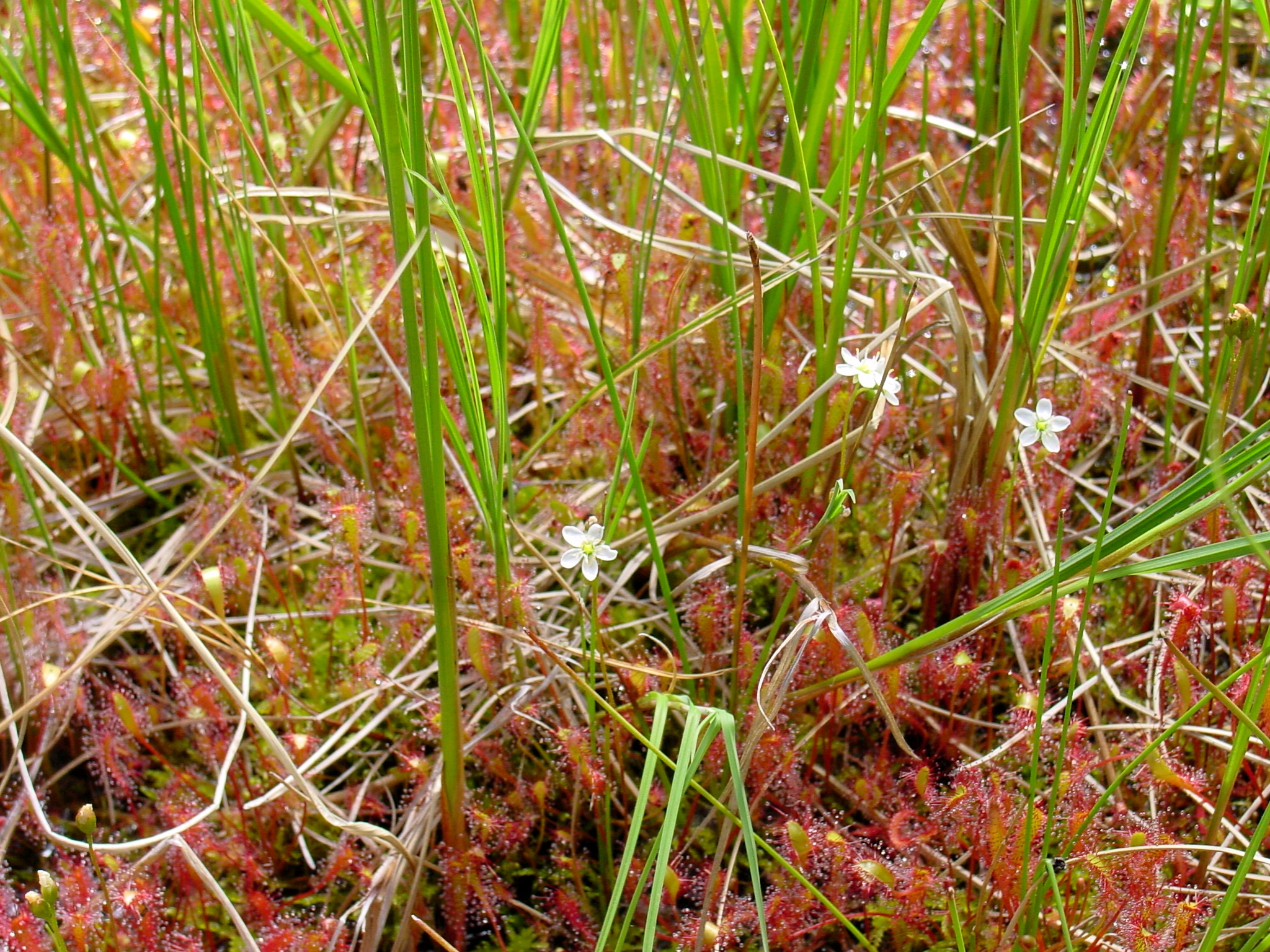
Une bonne population